# UniCredit Czech Open 2013
L'UniCredit Czech Open 2013 è stato un torneo di tennis facente parte della categoria ATP Challenger Tour nell'ambito dell'ATP Challenger Tour 2013. È stata la 20ª edizione del torneo che si è giocata a Prostějov in Repubblica Ceca dal 3 al 9 giugno 2013 su campi in terra rossa e aveva un montepremi di €106,000+H.

## Partecipanti singolare

### Teste di serie
| Nazionalità | Giocatore              | Ranking* | Testa di serie |
| ----------- | ---------------------- | -------- | -------------- |
| Germania    | Florian Mayer          | 30       | 1              |
| Rep. Ceca   | Lukáš Rosol            | 36       | 2              |
| Finlandia   | Jarkko Nieminen        | 38       | 3              |
| Spagna      | Albert Montañés        | 47       | 4              |
| Rep. Ceca   | Radek Štěpánek         | 52       | 5              |
| Spagna      | Albert Ramos Viñolas   | 64       | 6              |
| Spagna      | Guillermo García López | 79       | 7              |
| Rep. Ceca   | Jan Hájek              | 87       | 8              |

- Ranking al 27 maggio 2013.

### Altri partecipanti
Giocatori che hanno ricevuto una wild card:
- Florian Mayer
- Jarkko Nieminen
- Lukáš Rosol
- Radek Štěpánek

Giocatori che sono passati dalle qualificazioni:
- Miloslav Mečíř
- Michal Konečný (lucky loser)
- Mateusz Kowalczyk
- Ivo Minář
- Jaroslav Pospíšil

Giocatori che hanno ricevuto un entry come alternate:
- Damir Džumhur
- Dušan Lojda
- Jordi Samper-Montaña
- Marek Semjan

## Partecipanti doppio

### Teste di serie
| Nazionalità | Giocatore         | Nazionalità | Giocatore     | Ranking* | Testa di serie |
| ----------- | ----------------- | ----------- | ------------- | -------- | -------------- |
| Stati Uniti | Nicholas Monroe   | Germania    | Simon Stadler | 164      | 1              |
| Sudafrica   | Rik De Voest      | Sudafrica   | Raven Klaasen | 198      | 2              |
| Polonia     | Mateusz Kowalczyk | Rep. Ceca   | Lukáš Rosol   | 232      | 3              |
| Rep. Ceca   | Jaroslav Pospíšil | Slovacchia  | Igor Zelenay  | 260      | 4              |

- Ranking al 27 maggio 2013.

### Altri partecipanti
Coppie che hanno ricevuto una wild card:
- Marek Jaloviec /  Václav Šafránek
- Michal Konečný /  Adam Pavlásek
- Jaroslav Levinský /  Dušan Lojda

## Vincitori

### Singolare
Radek Štěpánek ha battuto in finale  Jiří Veselý con il punteggio di 6–4, 6–2

### Doppio
Nicholas Monroe /  Simon Stadler hanno battuto in finale  Mateusz Kowalczyk /  Lukáš Rosol con il punteggio di 6–4, 6–4